# Spencerville (Nuevo México)
Spencerville es un lugar designado por el censo ubicado en el condado de San Juan en el estado estadounidense de Nuevo México. En el Censo de 2010 tenía una población de 1258 habitantes y una densidad poblacional de 145,6 personas por km².

## Geografía
Spencerville se encuentra ubicado en las coordenadas 36°49′9″N 108°3′22″O / 36.81917, -108.05611. Según la Oficina del Censo de los Estados Unidos, Spencerville tiene una superficie total de 8.64 km², de la cual 8.64 km² corresponden a tierra firme y (0%) 0 km² es agua.

## Demografía
Según el censo de 2010, había 1258 personas residiendo en Spencerville. La densidad de población era de 145,6 hab./km². De los 1258 habitantes, Spencerville estaba compuesto por el 83.23% blancos, el 0.56% eran afroamericanos, el 5.64% eran amerindios, el 0.16% eran asiáticos, el 0% eran isleños del Pacífico, el 6.36% eran de otras razas y el 4.05% pertenecían a dos o más razas. Del total de la población el 19.87% eran hispanos o latinos de cualquier raza.